# Octaaf Mus

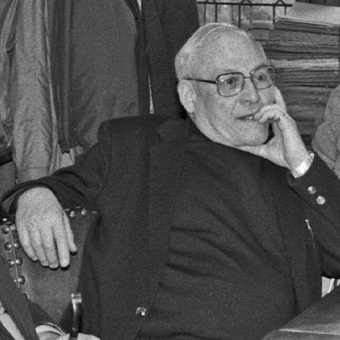
Octaaf Mus

Octaaf Cyriel Marcel Mus (Ieper, 8 augustus 1925 - 22 februari 2011) was een Ieperse conservator, archivaris en historicus.

## Levensloop
Octaaf Mus doorliep een loopbaan als ambtenaar van de stad Ieper: stadsbibliothecaris (1946), museumconservator (1952) en archivaris van het Openbaar Centrum voor Maatschappelijk Welzijn (OCMW).
In 1943 beëindigde hij zijn humaniorastudies in Ieper. Hij werd tijdens en kort na de oorlog bediende bij de controlediensten van de ravitaillering.
Op 15 april 1946 werd hij bibliothecaris van de stad Ieper. In 1952, na de dood van Daniël Tack, werd hij benoemd tot conservator van het Stedelijk Museum en in 1978 tot halftijds archivaris-conservator van het toen pas opgerichte OCMW-museum. Onder impuls van de toenmalige OCMW-voorzitter Jacques de Cock richtte hij in 1987 het familiaal en sociaal archief op. In 1992 werd dit centrum omgevormd tot het stadsarchief Ieper.
Gedurende zijn lange loopbaan groeide de Ieperse stadsbibliotheek uit tot een volwaardige Openbare Bibliotheek met een uitgebreide collectie en een volwaardige dienstverlening. Als conservator organiseerde Mus tal van tentoonstellingen.
In 1954 wilde burgemeester Albert Dehem van de bescheiden Kattenstoet een groot folkloristisch gebeuren maken. Mus zette zich aan het opzoeken wat er over kattenfolklore en -feesten in het verleden te vinden was. Samen met een groep enthousiastelingen, onder wie Daniël Merlevede, Frans Van Immerseel, Adhémar Vandroemme en Antoon Vander Plaetse, creëerde hij een indrukwekkende stoet met 1.500 figuranten. Tot in 1973 bleef Mus het 'trekpaard' van deze feesten.
In 1970 werd hij bestuurslid van het Genootschap voor Geschiedenis te Brugge. Hij was ook lid van het bestuur van het Onderwijsmuseum in Ieper. Hij was verder aan verschillende historische tijdschriften verbonden en publiceerde talrijke historische studies.
Octaaf Mus was getrouwd met Lieve Lecluyse en ze hadden vier kinderen.

## Publicaties
Eerste artikels:
- Diagnose van melaatsheid op het einde van de 17de eeuw in Ieper, Biekorf, 1945
- Een onbekende boekbinder te Ieper op het einde der 16de eeuw, in 'De Gulden Passer', 1945
- Een bijbel te Ieper in de 14de eeuw, in 'De Gulden Passer', 1945

In de Handelingen van het Genootschap voor Geschiedenis te Brugge:
- De verhouding van de waard tot de draperie op het einde van de 15de eeuw, 1961
- De Brugse compagnie Despars op het einde van de 15de eeuw, 1964
- Scheepswinsten tijdens de negenjarige oorlog (1689-1697), 1971

Andere:
- Het cartularium van het O.L. Vrouw Gasthuis te Ieper, Bijdragen tot de geschiedenis van de liefdadigheidsinstellingen te Ieper, nr 7, Ieper, 1966
- Prisma van de geschiedenis van Ieper, Ieper, 1974, een bundel historische opstellen verzameld door O. Mus, onder leiding van prof. J. A. Van Houtte, met hierin van O. Mus:
  - Rijkdom en armoede. Zeven eeuwen leven en werken te Ieper
  - Het aandeel van de Ieperlingen in de Engelse wolexport, 1280-1330
- De stedelijke ontwikkeling van de Middeleeuwen tot 1914, in: Omtrent de vestingstad Ieper (ed. H. Stynen & J.M. Duvosquel), Brussel, 1992
- (samen met Paul TRIO), L'implantation des ordres mendiants dans l'agglomération yproise durant le XIIIe siècle - The Establishment of Mendicant Orders in the City of Ypres in the XIIIth Century, in: Histoire médiévale et archéologie, Colloque 'Les moines dans la ville', (31/03/1995), 1996